# One Heart
Albums de Céline Dion
A New Day Has Come
(2002) Une fille et quatre types
(2003)
Singles
1. I Drove All Night
Sortie : 3 mars 2003
2. Have You Ever Been in Love
Sortie : 14 avril 2003
3. One Heart
Sortie : 16 juin 2003
4. Stand by Your Side
Sortie : 29 septembre 2003
5. Faith
Sortie : 27 octobre 2003

One Heart est le vingt-quatrième album de Céline Dion, sorti en 2003.

## Historique
En 2000, René Angelil et Céline Dion signent un contrat de 100 millions de dollars pour 600 spectacles à Las Vegas. Afin de promouvoir le spectacle, la chanteuse lance cet album la veille du premier spectacle. Un second contrat est passé avec Chrysler pour la promotion des singles.
La chanson Coulda Woulda Shoulda avait été enregistrée pour l'album précédent A New Day Has Come mais retirée au dernier moment. Have You Ever Been in Love était déjà présente dans l'album précédent ainsi que Sorry for Love, réenregistré dans une version ballade.
L'édition limitée de A New Day... Live in Las Vegas contient un DVD qui s'appelle One Year... One Heart qui montre Céline en plein enregistrement des chansons I Drove All Night et Have You Ever Been in Love, ainsi que la maquette de son vidéoclip One Heart.

## Ventes
Le succès de l'album a été mitigé dans plusieurs pays. Aux États-Unis, il débute en 2e position avec 467 000 exemplaires et est certifié double disque de platine avec 2 millions d'exemplaires.
Au Canada, il entre no 1 avec 97 000 exemplaires, mais sort rapidement du Top 50. Il est certifié triple disque de platine avec 300 000 exemplaires. En France, il entre également no 1 avec 62 000 exemplaires, mais tombe de 10 places la semaine suivante. Il est certifié disque de platine avec 300 000 copies.
Au Japon, il ne s'est écoulé qu'à 45 000 exemplaires. Au total, les ventes ont été plutôt décevantes, même s'il s'est écoulé depuis sa sortie à 5 millions d'exemplaires.

## Liste des titres
| No  | Titre                         | Auteur                                                          | Durée |
| --- | ----------------------------- | --------------------------------------------------------------- | ----- |
| 1.  | I Drove All Night             | Tom Kelly, Billy Steinberg                                      | 4:00  |
| 2.  | Love Is All We Need           | Max Martin, Rami Yacoub                                         | 3:50  |
| 3.  | Faith                         | Max Martin, Rami Yacoub                                         | 3:43  |
| 4.  | In His Touch                  | Max Martin, Rami Yacoub                                         | 3:54  |
| 5.  | One Heart                     | Kara DioGuardi, John Shanks                                     | 3:24  |
| 6.  | Stand by Your Side            | Paul Barry, Mark Taylor                                         | 3:33  |
| 7.  | Naked                         | Peer Åström, Anders Bagge, Troy Verges                          | 3:40  |
| 8.  | Sorry for Love (Version 2003) | Peer Åström, Anders Bagge, Arnthor Birgisson, Kara DioGuardi    | 4:27  |
| 9.  | Have You Ever Been in Love    | Peer Åström, Anders Bagge, Laila Bagge, Daryl Hall, Tom Nichols | 4:08  |
| 10. | Reveal                        | Cathy Dennis, Greg Wells                                        | 4:11  |
| 11. | Coulda Woulda Shoulda         | Andreas Carlsson, Kristian Lundin                               | 3:27  |
| 12. | Forget Me Not                 | Shelly Peiken, Guy Roche                                        | 4:09  |
| 13. | I Know What Love Is           | Arnie Roman, Ric Wake                                           | 4:27  |
| 14. | Je t'aime encore              | Jean-Jacques Goldman                                            | 3:24  |

## Classements
| Pays               | Meilleure position | Certification | Ventes    |
| ------------------ | ------------------ | ------------- | --------- |
| Allemagne          | 6                  | Or            | 100 000   |
| Argentine          | 2                  |               |           |
| Australie          | 6                  | Platine       | 70 000    |
| Autriche           | 5                  | Or            | 20 000    |
| Belgique Flandres  | 1                  | Platine       | 50 000    |
| Belgique Wallonie  | 3                  | Platine       | 50 000    |
| Brésil             | 25                 |               | 30 000    |
| Canada             | 1                  | 3x Platine    | 300 000   |
| République tchèque | 13                 |               |           |
| Danemark           | 1                  | Platine       | 50 000    |
| Estonie            | 1                  |               |           |
| États-Unis         | 2                  | 2x Platine    | 2 000 000 |
| Finlande           | 3                  | Or            | 20 000    |
| France             | 1                  | Platine       | 300 000   |
| Grèce              | 1                  | Or            | 40 000    |
| Hongrie            | 14                 |               |           |
| Inde               | 2                  |               | 30 000    |
| Irlande            | 10                 |               |           |
| Italie             | 3                  | Platine       | 130 000   |
| Japon              | 27                 |               | 50 000    |
| Mexique            | 40                 |               |           |
| Pays-Bas           | 3                  |               | 85 000    |
| Nouvelle-Zélande   | 7                  | Platine       | 15 000    |
| Norvège            | 2                  | Or            | 20 000    |
| Pologne            | 5                  |               |           |
| Portugal           | 3                  | Argent        | 10 000    |
| Royaume-Uni        | 4                  | Or            | 200 000   |
| Slovaquie          | 13                 |               |           |
| Afrique du Sud     | 1                  |               |           |
| Espagne            | 3                  | Or            | 40 000    |
| Suède              | 3                  | Or            | 20 000    |
| Suisse             | 1                  | Platine       | 30 000    |
| Taïwan             | 2                  | Platine       | 40 000    |

## Distinctions
- American Music Awards 2003 : Artiste favorite dans la catégorie adulte contemporain
- Dragon Awards 2003 : Artiste féminine de l'année dans la catégorie artiste internationale